# アティス＝モンス
アティス＝モンス （Athis-Mons）は、フランス、イル＝ド＝フランス地域圏、エソンヌ県のコミューン。

## 地理
アティス＝モンスはエソンヌ県北部にあり、かつてのウルポワ地方（fr）の境界にあたる。フランス国道のゼロ地点であるノートルダム大聖堂の南東約17kmにある。
コミューンはL字をおよそ反転させたかたちをしている。コミューンの面積約70%が都市化されており、田園と呼べる部分は全体の2割にも満たない（オルジュ川に面した丘の森林地帯、オルリー空港の北に広がる草地など）。

## 歴史

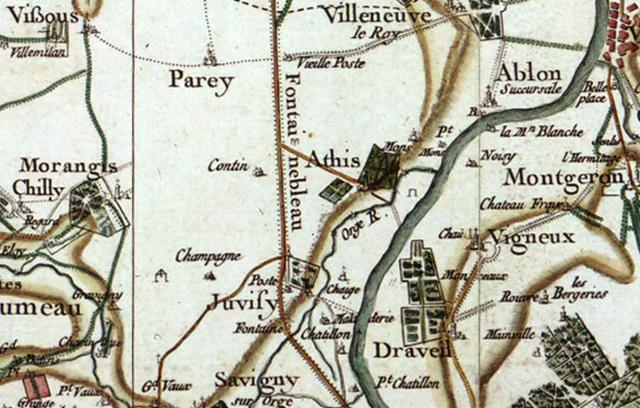
17世紀のカッシーニ地図に描かれたアティス

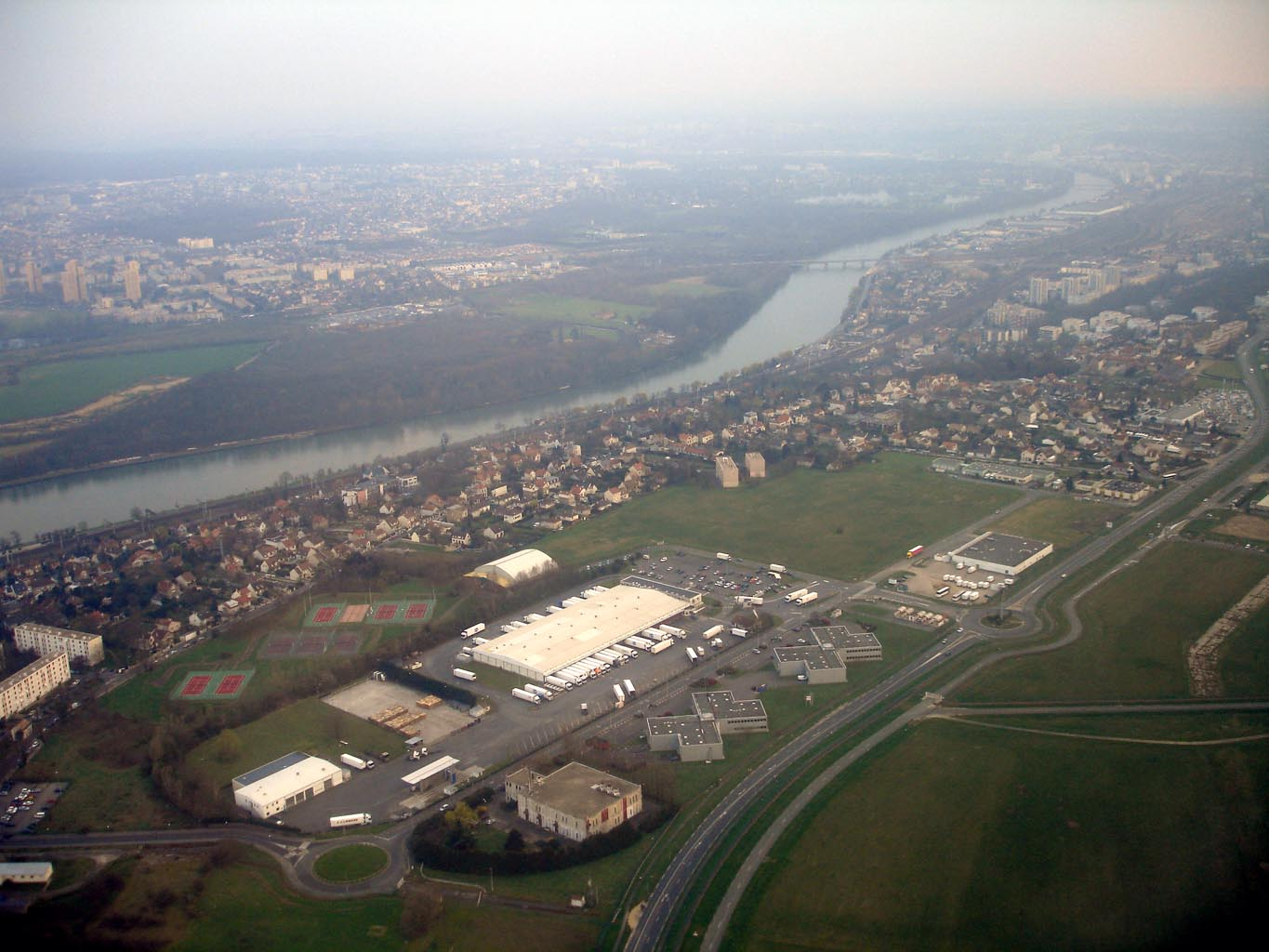
空からの町並み

アティスとは、ラテン語のアッテギア（Attegia、ヨシで覆われた小屋）から派生した名称である。モンスとはラテン語のモンティス（Montis、とがった丘）から派生した。
切り出された石と新石器時代のものである槍の先端は、当時から人が定住していたことを証明している。発掘されたものの中には、メロヴィング朝時代のサルコファガスもあった。アテギアム（Athegiam）とアティス＝モンスの最も古い名前が登場したのは、9世紀のヴァイキング襲撃についての記録上である。10世紀には、モンスという名称が、サン＝マリョワール修道院へカペー家が領地を寄進した記録の中で引用されていた。
1140年、パリ司教エティエンヌ・ド・サンリスは、アティスの教区を聖アウグスチノ修道会へ委託した。この時からサン＝ドニ教会の建設が始まったとみられている。1230年3月、ルイ9世は、自らのグラン・パネティエ（fr、宮廷の要職の一つで食品保管庫官）であるユーグ・ダティスとともにアティスに滞在した。1305年、アティス＝シュル＝オルジュ（Athis-sur-Orge、当時の地名）にて、フランス王国とフランドル伯間のアティス＝シュル＝オルジュ条約が結ばれた。シャルル6世治世の末期、アティス荘園はシュヴァリエ・ド・モントネーに属していた。1423年、イングランド王ヘンリー6世はアティスをギヨーム・ド・フェルタンへ与えた。フェルタンは主君たるシャルル6世と祖国を裏切り、イングランドの同盟者であるブルゴーニュ公フィリップ3世配下の者たちにパリ占領を勧めたのである。15世紀にアティスに封建領主の城が建てられたが、のちに壊された。1610年、パリ高等法院総裁ピエール・ヴィオルがアティスの荘園を所有した。17世紀、ラ・ブルス家がアティスの領地を買い、アティス城を建てた。1743年、アンヌ・ルイーズ・ベネディクト・ド・ブルボン＝コンデ（コンデ公アンリ3世の娘）がアティス荘園を購入した。当時、モンスの丘陵ではワイン用ブドウが栽培され、アティスでは穀物生産が行われていた。
フランス革命中の1793年、アティス＝シュル＝オルジュと、モンス＝シュル＝オルジュはコミューンとなった。2つのコミューンは人口300人ほどと似通っていた。1815年、第七次対仏大同盟軍がアティスに多大な損害を与えた。1817年、アティス＝シュル＝オルジュと、モンス＝シュル＝オルジュの2つのコミューンが統合された。1825年、大きな金属加工工場が移転してきた。1841年、パリ＝ボルドー線（fr）がセーヌ右岸に建設され、1864年から1884年にかけジュヴィシー＝シュル＝オルジュに大きな操車場がつくられ、地元で作られた部品が使われる機会が開けた。1865年、イエズス会がアティス城の所有者となり、サン・シール陸軍士官学校やエコール・ポリテクニークの準備学校を城内に設置した。
1920年以降、飛行船の製造所が現在の空港近くの高地につくられた。
第二次世界大戦後、オルリー空港の発展とともに人口が流入した。1958年から1962年にかけ、フランス領アルジェリアからの引揚者や軍人の住居として新たな住宅計画が進行した。1999年当時の調査によると、人口の約12%が外国籍であった。

## 政治
伝統的にサンテュール・ルージュ（fr、共産主義市長のいるパリ郊外コミューンの総称）の中にあるアティス＝モンスは、最近の世論調査でも、いまだ左派傾向や強い投票棄権傾向がみられる。しかし2002年フランス大統領選挙では、アティス＝モンスでの得票約17%をジャン＝マリー・ル・ペンが獲得した（ルペンの得票率がエソンヌ県内で最も高いコミューンであった）。

## 交通
- 鉄道 - RER C線アティス＝モンス駅。

## 姉妹都市
- バリナ、アイルランド
- フィリングエ、ニジェール
- ローテンブルク・オプ・デア・タウバー、ドイツ
- シナヤ、ルーマニア
- ソーラ、イタリア

## 著名出身者
- エドゥアール・デュプラン : プロサッカー選手
- ジョニー・フラシェ : 総合格闘家
- レナエル・ギルロン＝ゴリー : フィギュアスケーター

## ギャラリー

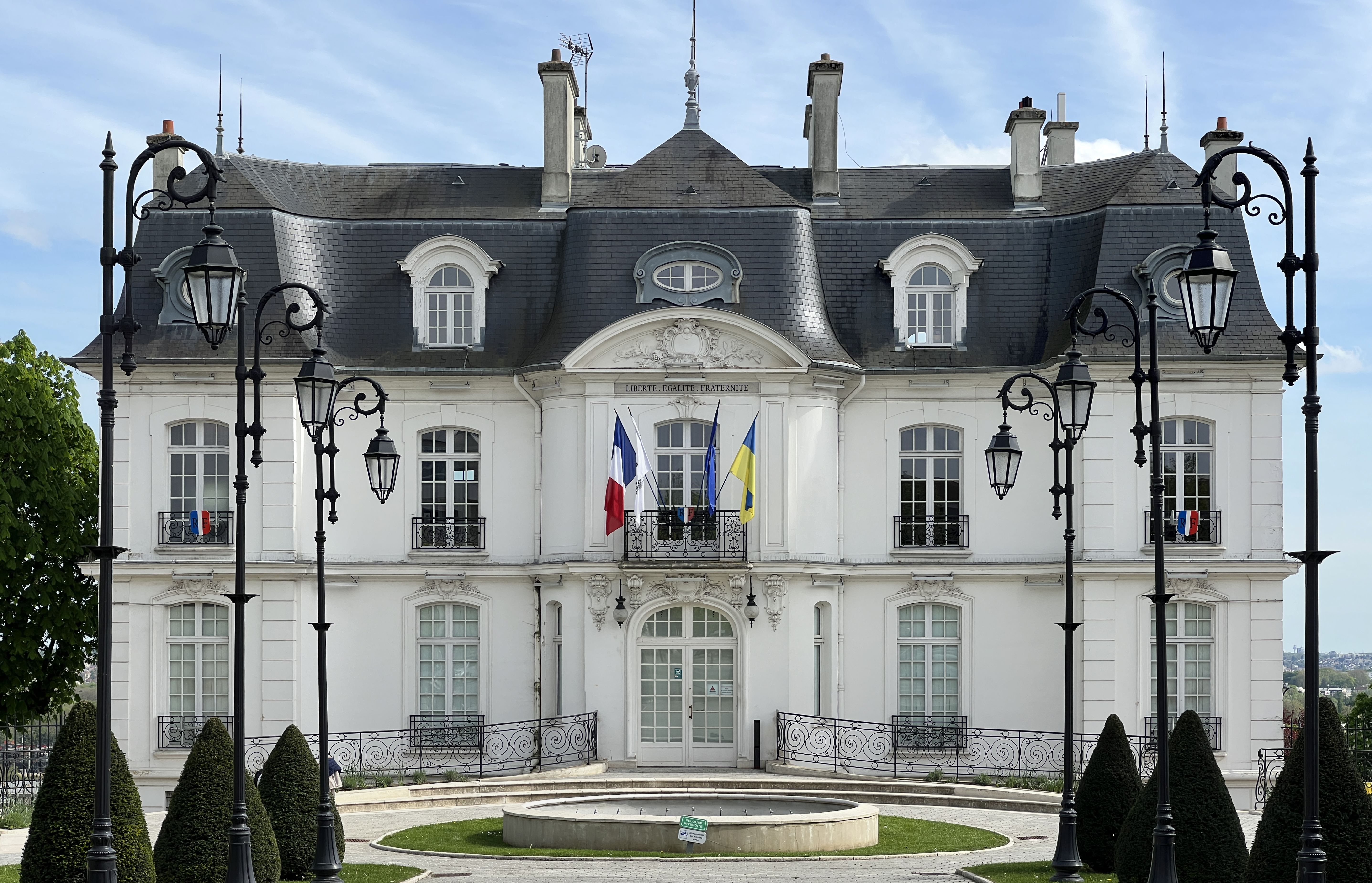
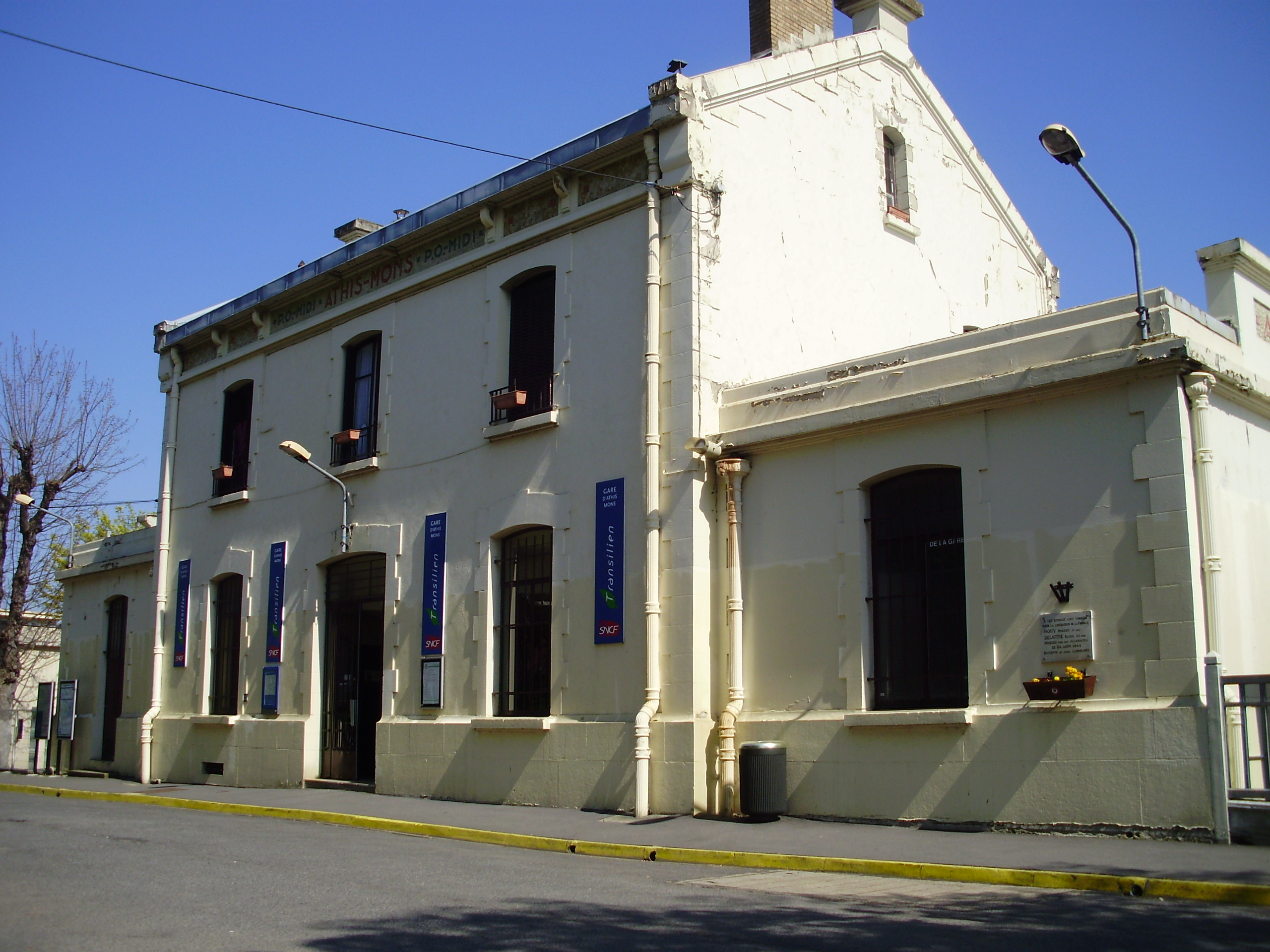
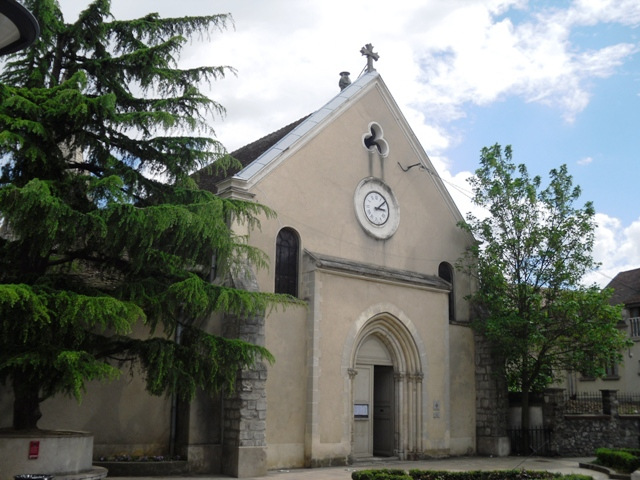
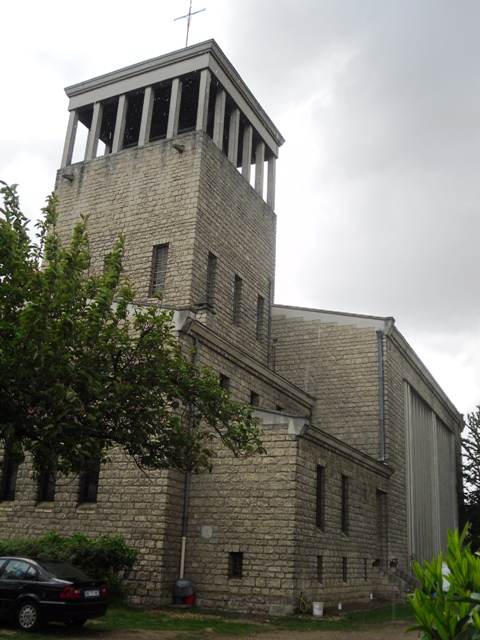
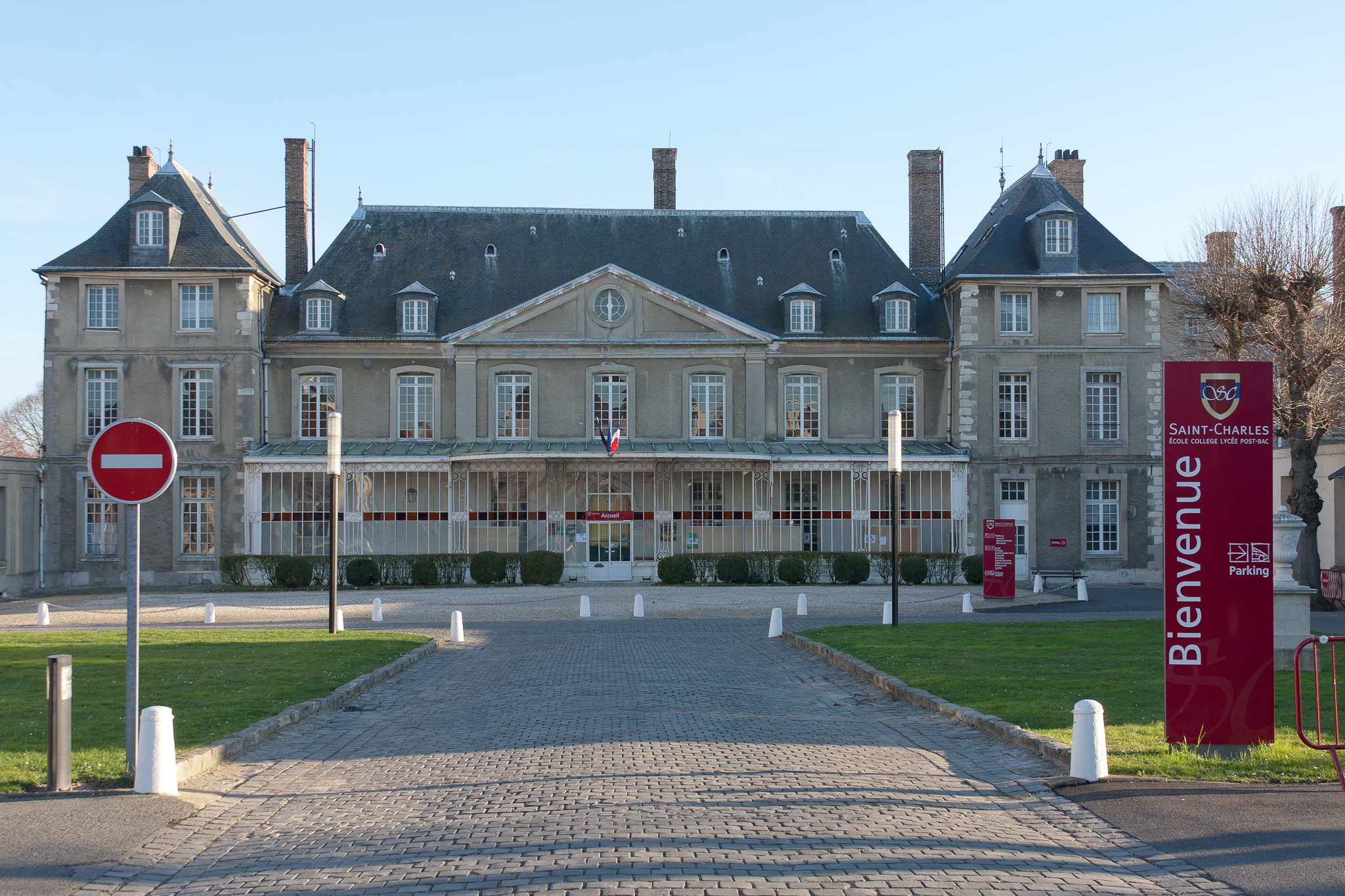